# Prismatocarpus fruticosus
Prismatocarpus fruticosus là loài thực vật có hoa trong họ Hoa chuông. Loài này được (L.) L'Hér. miêu tả khoa học đầu tiên năm 1789.